# Rhopalodina celsa
Rhopalodina celsa is een zeekomkommer uit de familie Rhopalodinidae.
De wetenschappelijke naam van de soort werd in 1988 gepubliceerd door Gustave Cherbonnier.